# First Daze Here (The Vintage Collection)
First Daze Here es un álbum recopilatorio publicado por la banda estadounidense de heavy metal Pentagram en 2002. El álbum consiste en los demos y sencillos remasterizados y grabados por Pentagram en la década de los 70 con su formación original, siendo muy bien recibido por la crítica, considerado un clásico indispensable de la agrupación y demostrando a la banda como uno de los gestores tanto del heavy metal como del doom metal actual.
Cuando la banda se formó en el año de 1971, Bobby Liebling junto a los demás integrantes: Geof O'Keefe, Vincent McAllister y Greg Mayne, compusieron y grabaron una serie de demos y sencillos originalmente basados en el blues rock y el hard rock pero con su propio toque personal, el cual se iría puliendo paulatinamente hasta convertirse en lo que actualmente se conoce como heavy metal.
Debido a la poca difusión con la que contaba la banda en aquella época, muchos de esos trabajos nunca vieron la luz, siendo guardados y conservados por Bobby Liebling por más de 30 años. Algunas de las canciones escritas en esa época fueron regrabadas para componer
el material que se grabó desde los 80 en adelante.
La primera compilación que incluyó los temas grabados por la alineación original de Pentagram se publicó como un bootleg en 1993, llamado simplemente "1972 - 1979". Este disco, aunque no trajo ningún beneficio econónico para Bobby o sus demás compañeros, ayudó a dar a conocer al público las primeras obras compuestas por la banda, convirtiéndose en un grupo de culto para muchos seguidores de la música underground.
El momento culminante para el re-descubrimiento de la banda vino en 2001, cuando Sean Pelletier, un aficionado al rock y al metal de los 70 se propuso a ayudar a la banda a conseguir el éxito que nunca pudo obtener durante la mayor parte de su carrera, convirtiéndose en el nuevo mánager de la banda y dando el primer paso con la publicación de First Daze Here con el sello Relapse Records, de este trabajo recopilatorio vino la continuación First Daze Here Too de 2006 y finalmente la película documental Last Days Here en 2011.

## Lista de canciones
Todas las canciones escritas y compuestas por Liebling, O'Keefe, McAllister, Mayne y Palmer. 
| N.º | Título                   | Duración |  |
| 1.  | «Forever My Queen»       | 02:24    |  |
| 2.  | «When the Screams Come»  | 03:00    |  |
| 3.  | «Walk in the Blue Light» | 05:36    |  |
| 4.  | «Starlady»               | 05:15    |  |
| 5.  | «Lazylady»               | 03:48    |  |
| 6.  | «Review Your Choices»    | 02:58    |  |
| 7.  | «Hurricane»              | 02:05    |  |
| 8.  | «Livin' in a Ram's Head» | 02:17    |  |
| 9.  | «Earth Flight»           | 02:51    |  |
| 10. | «20 Buck Spin»           | 04:57    |  |
| 11. | «Be Forewarned»          | 03:28    |  |
| 12. | «Last Days Here»         | 06:08    |  |

## Integrantes
- Bobby Liebling - voz
- Geof O'Keefe - batería
- Vincent McAllister - guitarra
- Greg Mayne - bajo
- Randy Palmer - guitarra (en "Livin' in a Ram's Head" y "Earth Flight")
- Marty Iverson - guitarra (en "Starlady")

- Datos: Q3072934